# Lill-Svarttjärnen (Undersåkers socken, Jämtland, 701669-138054)
Lill-Svarttjärnen är en sjö i Åre kommun i Jämtland och ingår i Indalsälvens huvudavrinningsområde.